# Tauffer Emil (fegyházigazgató)

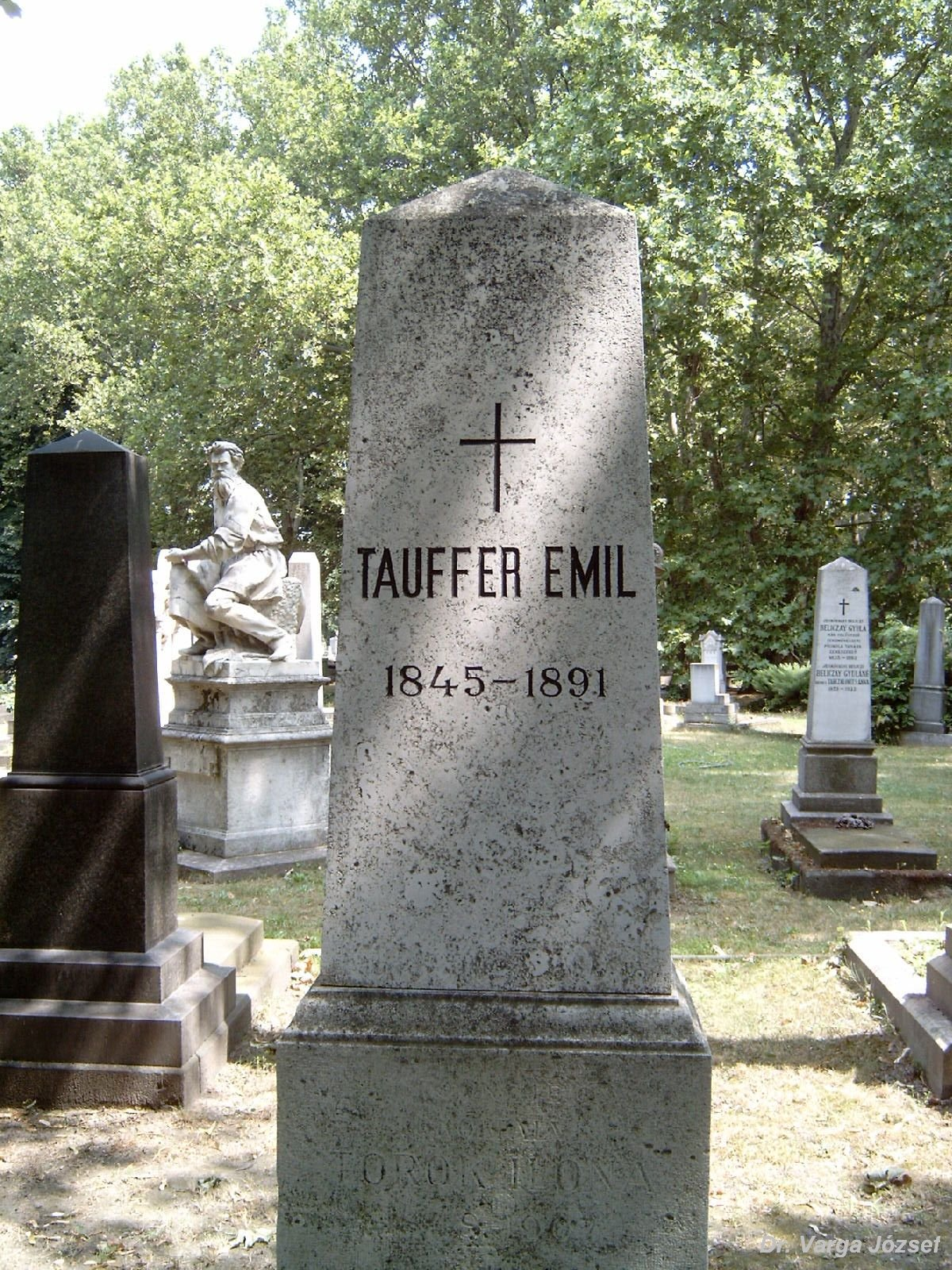
Tauffer Emil sírja a Kerepesi temetőben

Tauffer Emil (Lepoglava, 1845. április 15. – Zenica, 1891. április 26.) fegyházigazgató, magyar börtönügyi szakíró, Tauffer Emil orvos édesapja, Tauffer Vilmos egyetemi tanár testvérbátyja.

## Életpályája
Kolozsvári származású, ottani jómódú kereskedő fia. Jogot végzett, külföldi tanulmányutakon tanulmányozta börtönügyet, a németországi fegyintézeti hivatalnokok egyletének, a párizsi Société generale des prisons, a Société de legislation comparé, a londoni Howard-Association és a zágrábi kereskedelmi és iparkamara tagja. Egy ideig az igazságügyi minisztérium tisztviselője volt; azután az 1870-es évek közepén a fegyházi ügyek tanulmányozására külföldön hosszabb utazást tett. Ezután Lipótvárra és Illavára neveztetett ki fegyházi igazgatónak. Innét a horvát kormány felszólitására a lepoglavai fegyház rendezését vette át, melyet európai színvonalon és mintaszerűen vitt véghez. Miután ezt a feladatot befejezte, Kállay Béni közös pénzügyminiszter szerződésszerűleg Boszniában alkalmazta, ahol az ő terve szerint építették a zenicai nagy fegyházat. A folytonos munka kimerítette a különben is gyönge testalkatú férfiút. 46 éves korában hunyt el. Jelentős a szakírói munkássága.
A halálát követő esztendőben földi maradványait átvitték a Fiumei úti sírkertbe, itt 1929-ben a védettség latt álló 34/1-es parcellába helyezték át. Feleségével, Török Ilonával közös sírban nyugszik.
Tauffer Emil emlékének megőrzése érdekében, illetve munkásságának és a börtönügy területén betöltött kiemelkedő szerepének elismeréseképp a Magyarország igazságügyminisztere a 14/1993. (IX.21.) IM. rendelettel megalapította a Tauffer Emil-díjat, mely az október 23-i nemzeti ünnep alkalmával adományozható a Büntetés-végrehajtási Szervezet azon tagjai részére, akik tevékenységükkel magas szakmai vagy tudományos eredményt értek el.

## Művei
- A börtönügy múltja (elmélete) jelen állása, különös tekintettel Magyarországra (Pulszky Ágosttal, Pest, 1867);
- Der kroatische Strafgesetzentwurf im Vergleiche mit den Bestimmungen des neuen ungarischen Strafgesetzes und des österreichischen Strafgesetzentwurfes.Wien: Manz, 1880., 86 p.
- A szabadságvesztés különféle nemeinek végrehajtása és a pénzbüntetés: tekintettel a magyar Büntető Törvényre s a legújabban kidott M. Kir. Igazságügyministeri utasításokra : bírálat. Budapest: Tettey N., 1880., 66 p.
- Gesammelte Wohlmeinungen über den kroatischen Strafgestzentwurf . Wien: G. P. Faesy, 1882., XIII, 280 p.
- Die Erfolge des progressiven Strafvollzuges (Berlin, 1883);
- Bemerkungen zu dem Gesetzentwurf über die Vollstreckung der Freiheitsstrafen (hely és év nélkül).